# Centro Universitário do Norte
Centro Universitário do Norte (UniNorte) é uma instituição privada de ensino superior brasileira sediada em Manaus, no estado do Amazonas. É considerada uma das maiores, e mais prestigiadas instituições de ensino superior privado do Estado do Amazonas. Está situada no Centro da capital do Estado e possui uma unidade na Zona Norte da cidade, com cursos nas áreas de Ciências Humanas e Sociais, Saúde e Exatas.
Atualmente é integrante do Grupo Ser Educacional, possuindo atuação em diversas áreas de graduação presencial e à distância, pós-graduação e cursos tecnológicos superiores.

## História
O Centro Universitário do Norte (UniNorte), iniciou suas atividades em 1994, com os cursos de Tecnologia em Processamento de Dados e Turismo do Instituto Manauara de Ensino Superior (IMES) e o curso de Administração com ênfase em Análise de Sistemas do Instituto Amazonense de Ensino Superior (IAMES). Em 1998, com o nome fantasia de Faculdades Objetivo, cuja mantenedora era o Instituto Cultural de Ensino Superior do Amazonas (ICESAM), implementou os cursos de Serviço Social e Comunicação Social com habilitação em Publicidade e Propaganda.
A UniNorte foi credenciada em 14 de abril 2004 pela Portaria N° 995/2004, recebendo o conceito máximo do Ministério da Educação e Cultura (MEC), sendo recredenciada em 20 de julho de 2016. Em 08 de dezembro de 2010, recebeu o credenciamento para atuar na Educação a Distância. Nesse interim, a IES já conquistara o reconhecimento social pelo desempenho que vinha desenvolvendo na área do ensino superior privado.
Em 2001, a UniNorte implantou a Pós-Graduação Lato Sensu com a oferta gradativa de cursos, além de desenvolver atividades de iniciação científica, conforme política institucional, prevista no Plano de Desenvolvimento Institucional (PDI). Em 2008, passou a integrar a Rede Internacional de Universidades Laureate.
A partir de novembro de 2019, a UniNorte passa a fazer parte do Grupo Ser Educacional, um dos maiores grupos de ensino superior do Brasil que integra grandes marcas como a Uninassau, Uninabuco, UNG, Univeritas e Unama, presentes em todas as regiões do país.
Atualmente, a instituição conta com 87 cursos, sendo 52 de bacharelados em funcionamento; 10 cursos de Licenciatura e 25 Cursos Superiores de Tecnologia. Dos 87 cursos existentes 11 são cursos EAD. Divide-se em 10 unidades acadêmicas localizadas no Centro da cidade, uma unidade no Manaus Plaza Shopping e uma na Zona Norte.
Deve também ser mencionada a larga experiência no Ensino de Pós-Graduação, que conta atualmente com cursos Lato Sensu na modalidade presencial, ao vivo e EAD. Além disso, são oferecidos vários cursos de extensão.
A estrutura acadêmica do UniNorte hoje divide-se em quatro escolas distintas: Escola de Exatas, Escola de Ciências de Saúde e Escola de Humanas e Ciências Sociais Aplicadas. Tem diferenciais importantes para a formação do aluno, como o Escritório Internacional, para intercâmbio; o Núcleo de Trabalhabilidade, Emprego e Carreiras, para estágios e empregos antes do aluno se formar e laboratórios de ponta.
Embora seja uma instituição jovem, a UniNorte já conquistou o reconhecimento social como importante instituição formadora de profissionais, desempenhando um papel fundamental nessa área. Absorve em seu quadro profissional egressos dos diversos cursos mantidos pela instituição.
Tem em sua missão atuar por meio da educação superior na promoção da cidadania e do desenvolvimento sustentável da Amazônia.

## Cursos

### Graduação
- Escola de Ciências da Saúde
  - Biomedicina
  - Ciências Biológicas
  - Educação Física (Bacharelado e Licenciatura)
  - Enfermagem
  - Estética
  - Farmácia
  - Fisioterapia
  - Fonoaudiologia
  - Medicina Veterinária
  - Nutrição
  - Odontologia
  - Psicologia
  - Serviço Social

- Escola de Negócios, Hospitalidade e Relações Internacionais
  - Administração
  - Ciências Contábeis
  - Ciências Econômicas
  - Pedagogia
  - Relações Internacionais
  - Turismo

- Escola de Direito
  - Direito
  - Serviços Judiciais
  - Serviços Registrais e Notariais

- Escola de Arquitetura, Engenharia e TI
  - Arquitetura e Urbanismo
  - Ciência da Computação
  - Engenharia Ambiental e Sanitária
  - Engenharia Civil
  - Engenharia da Computação
  - Engenharia de Controle e Automoção
  - Engenharia de Produção
  - Engenharia Elétrica
  - Engenharia Mecânica
  - Engenharia Química
  - Gestão em Tecnologia da Informação
  - Sistemas de Informação

- Escola de Educação
  - História
  - Letras  Língua Inglesa
  - Letras Língua Portuguesa
  - Matemática
  - Química

- Escola de Comunicação e Design
  - Jornalismo
  - Pedagogia
  - Publicidade e Propaganda

## Alumninotáveis
A relação de alumni ("ex-alunos") notáveis desta instituição de ensino superio inclui:
- Djuena Tikuna (jornalista e cantora referência da música indígena no Brasil);
- Joaquim Hudson de Souza Ribeiro (psicólogo, clérigo católico e bispo auxiliar de Manaus);
- Patrik Viana (biólogo vencedor do Prêmio Capes de Tese de 2021);
- Mayra Dias (jornalista e deputada estadual no Amazonas);
- Erick Brian Farid (influenciador, cirurgião-dentista e dj).